# L'ospite d'inverno
L'ospite d'inverno (The Winter Guest) è un film del 1997 diretto da Alan Rickman.

## Trama
Da poco vedova, incapace di elaborare il lutto, Frances si rifiuta alla vita e lascia che il figlio sedicenne badi a tutti e due. Sua madre, la combattiva Elspeth, ha sempre avuto un rapporto conflittuale con lei, ma è decisa a farla rivivere. È l'asse portante del racconto su cui s'innestano altre tre linee narrative con personaggi di tre generazioni.

## Produzione
Girato d'inverno nell'estuario del Forth (Scozia) col bianco come nota cromatica dominante. Per la pellicola venne tratto spunto da una commedia di Sharman Macdonald. Le società di produzione furono la Capitol Films, la Channel Four Films, la Fine Line Features, la Pressman-Lipper Productions e Scottish Arts Council Lottery Fund.

## Distribuzione

### Data di uscita
Il film venne distribuito in varie nazioni, fra cui:
- Italia, L'ospite d'inverno, 28 agosto 1997. In concorso alla 54ª Mostra internazionale d'arte cinematografica di Venezia[6]
- Stati Uniti d'America, The Winter Guest ottobre 1997, al Chicago International Film Festival, poi distribuito dal 24 dicembre 1997
- Inghilterra, The Winter Guest 16 novembre 1997, al London Film Festival, poi distribuito dal 9 gennaio 1998.
- Finlandia, Talvivieras 19 dicembre 1997
- Francia, L'invitée de l'hiver 18 febbraio 1998
- Spagna, El invitado de invierno 3 marzo 1998
- Australia 5 marzo 1998
- Svezia, Vintergästen 13 marzo 1998
- Turchia, Bir kis masali 27 marzo 1998
- Norvegia 3 aprile 1998
- Giappone 25 aprile 1998
- Argentina 13 agosto 1998
- Portogallo, O Convidado 8 gennaio 1999
- Ungheria, Téli vendég 14 gennaio 1999

## Accoglienza

### Critica
Il film intenso e delicato riesce senza fatica a far dimenticare il palcoscenico da cui proviene, dando la giusta forza ai personaggi femminili. Il merito va diviso tra Sharman McDonald che l'ha sceneggiato e l'esordiente regista Rickman, attore di onorata carriera che nella regia si sofferma sui momenti vuoti riempiendoli di sguardi e sussurri. Magistrale interpretazione della coppia Law-Thompson, madre e figlia nella vita e per la prima volta anche nella finzione, infondendo alla pellicola un po' di gustoso psicodramma.